# 西行政区

橘色部分為西行政區所在位置

西行政区（羅馬化：Zapadny administrativny okrug），位於俄罗斯莫斯科的行政区。面积153平方公里，人口1,285,914人（2010年統計）。

## 行政區劃
西行政區劃分為13个区。